# Agaocephala duponti
Agaocephala duponti är en skalbaggsart som beskrevs av François Louis Nompar de Caumont de Laporte 1832. Agaocephala duponti ingår i släktet Agaocephala och familjen Dynastidae. Inga underarter finns listade i Catalogue of Life.